# Jouhtjärvi
Jouhtjärvi eller Joutsjärvi är en sjö i Finland. Den ligger i kommunen Ruokolax i landskapet Södra Karelen, i den södra delen av landet, 250 km nordost om huvudstaden Helsingfors. Jouhtjärvi ligger 88,4 meter över havet. I omgivningarna runt Jouhtjärvi växer i huvudsak blandskog. Den är 12,13 meter djup. Arean är 1,07 kvadratkilometer och strandlinjen är 12,54 kilometer lång. Sjön  ingår i Vuoksens huvudavrinningsområde. 